# Великий Крехайний
Великий Крехайний — струмок в Україні у Хустському районі Закарпатської області. Ліва притока річки Озерянки (басейн Дунаю).

## Опис
Довжина струмка приблизно 2,78 км, найкоротша відстань між витоком і гирлом — 2,67  км, коефіцієнт звивистості річки — 1,04 . Формується декількома струмками.

## Розташування
Бере початок на західних схилах гори Дадіна (1529,3 м). Тече переважно на північний захід і впадає у річку Озерянку, ліву притоку річки Тереблі.

## Цікаві факти
- Струмок повністю тече в межах Національного природного парку «Синевир»[2].